# Haliotis queketti
Haliotis queketti (em inglês Quekett's abalone) é uma espécie de molusco gastrópode marinho pertencente à família Haliotidae. Foi classificada por E. A. Smith, em 1910. É nativa do sul da África do Sul e sudeste da África.
É uma das cinco espécies do gênero Haliotis quase totalmente endêmicas da costa da África do Sul: Haliotis alfredensis, H. midae, H. parva, H. queketti e H. spadicea.

## Descrição da concha
Haliotis queketti apresenta espiral bem destacada e, por isso, sua concha é funda; com o lábio externo reto ou moderadamente encurvado, se vista por cima. Sua superfície é dotada de visíveis estrias espirais, cortadas por finas lamelas de crescimento. Chegam de 3.5 até pouco mais de 5 centímetros e são geralmente de coloração creme, com estrias esverdeadas concêntricas e com áreas vivamente avermelhadas, às vezes formando estrias também. Os furos abertos na concha, de 4 a 7, são grandes, circulares e bem elevados, chegando a formar uma corona (escultura em forma de coroa) em sua periferia, quando cobertos. Região interna madreperolada, iridescente, apresentando o relevo da face externa visível.

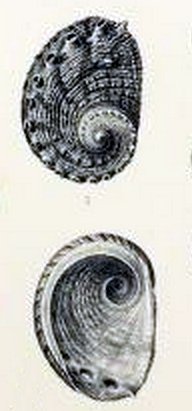
Duas imagens de H. queketti, retiradas do texto de sua descrição original, por E. A. Smith, em 1910.

## Distribuição geográfica
Haliotis queketti ocorre em águas rasas da zona nerítica, entre as rochas, no litoral sul da África do Sul, região do Transkei e sudoeste da África, em Moçambique; havendo registros de que possa chegar às costas do Quênia e da Somália.